# كهف درب النجم
كهف درب النجم هو عبارة عن كهف يقع بمنطقة الرياض بالقرب من المجمعة، تكون بسبب سقوط نجم على الأرض.

## الموقع
يقع الكهف بالقرب من محافظة المجمعة، ويصل عمقه إلى 100 متر، ويعتبر الكهف من أفضل الكهوف لهواة تسلق الصخور.

## التسمية
تمت تسمية الكهف بهذا الاسم لإعتقاد السكان بأن الكهف نتيجة سقوط النجوم على هذا المكان.